# 437 TCN
437 TCN là một năm trong lịch La Mã.